# BMW Nazca C2
BMW Nazca C2 – koncepcyjny supersamochód coupé skonstruowany przez włoską firmę Italdesign przy współpracy z BMW. Autorem prototypu opublikowanego w 1991 r. był włoski projektant Giorgetto Giugiaro. Wyprodukowano jedynie 3 egzemplarze. W roku 1993 Italdesign ogłosiło wersję Spider z nadwoziem targa.

## Dane techniczne
Model ten, bazował na BMW Nazca M12. Dzięki centralnie ułożonemu, pięciolitrowemu silnikowi V12 Neuromotion FC6 od BMW (o mocy ok. 380 KM) prędkość maksymalna dochodzi do 327 km/h, zaś prędkość 100 km/h osiąga po 3,7 sekundy.

## Galeria obrazów

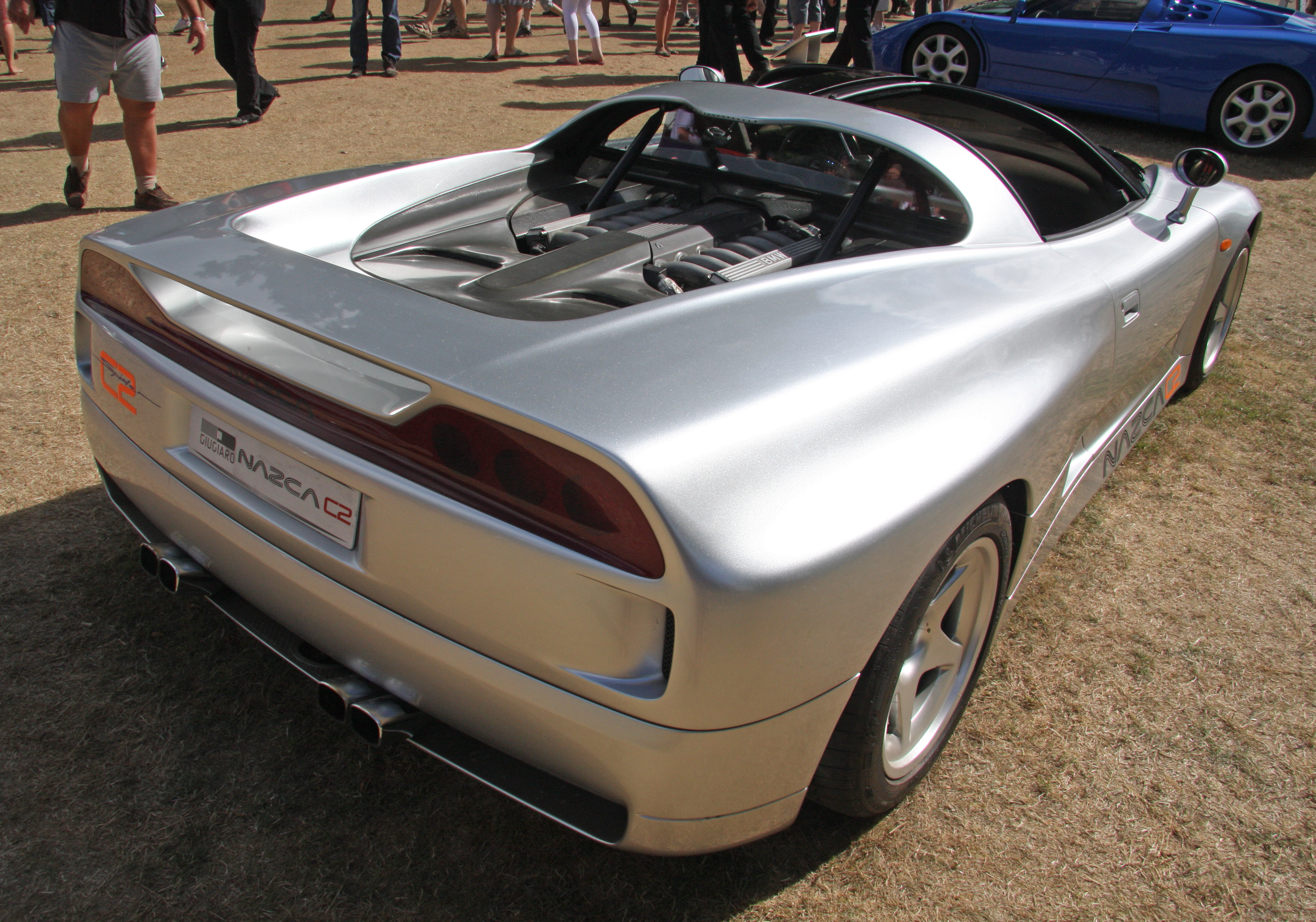
Tył i silnik V12 BMW Nazca C2
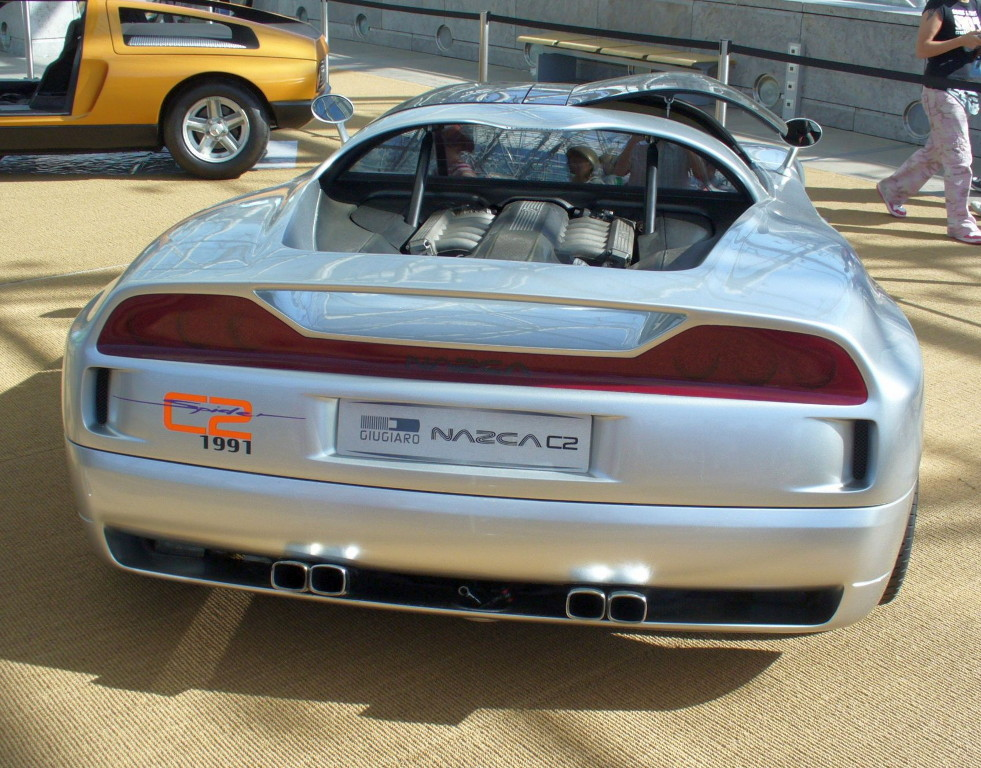
BMW Nazca 2 - tył pojazdu
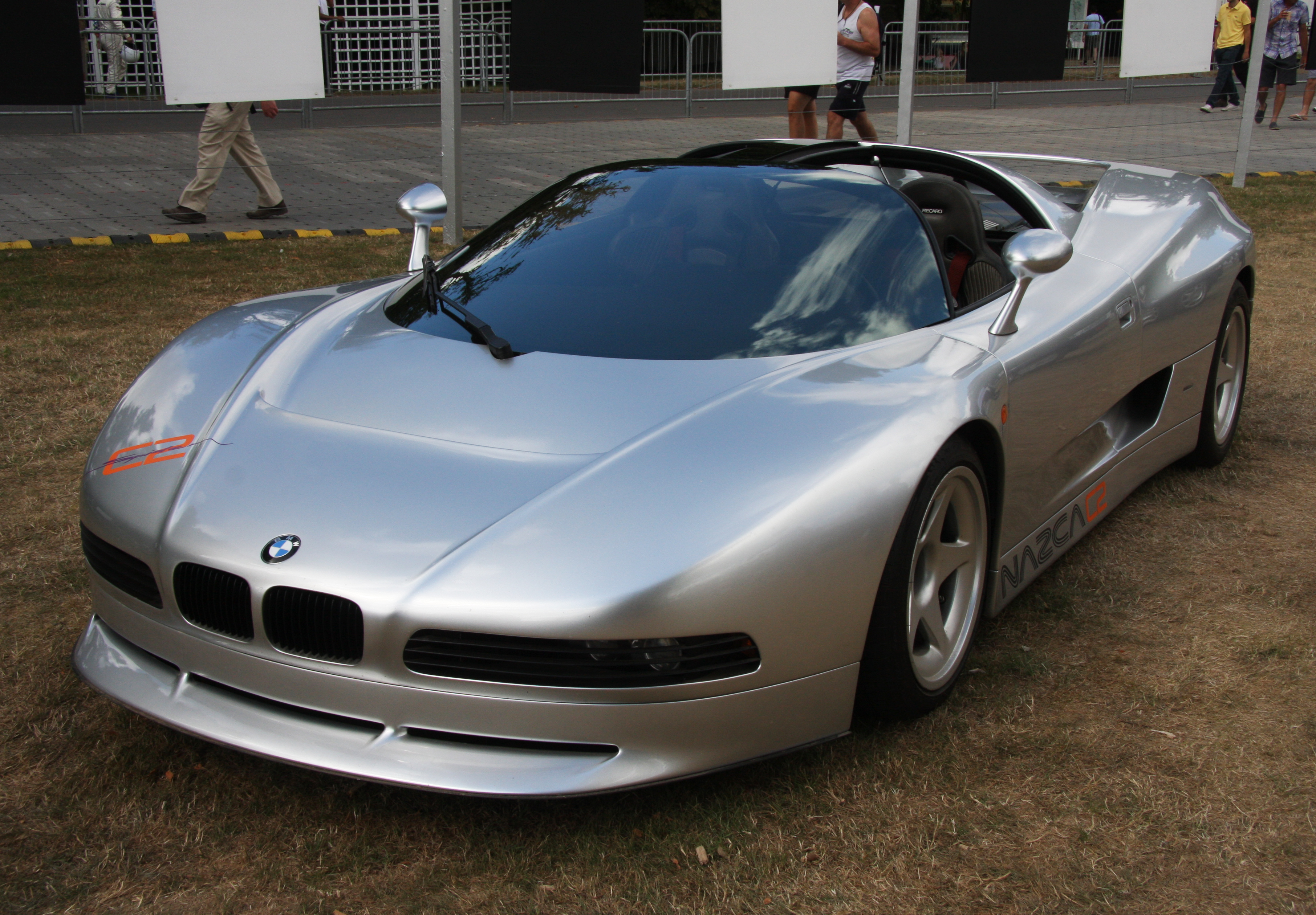
BMW Nazca C2 Spider